# Demon Hunter
Demon Hunter es una banda norteamericana de metal proveniente de Seattle, Washington, fundada por los hermanos Don Clark y Ryan Clark. Los integrantes de Demon Hunter son cristianos y expresan sus creencias en muchas de sus canciones. A pesar de que los hermanos Clark crearon la banda, solo uno de ellos, Ryan, permanece en ella, ya que Don dejó la agrupación para hacerse cargo de su familia. A principios de 2010 la banda había vendido más de un millón de álbumes.

## Historia

### Formación (2002-2003)
Demon Hunter fue inicialmente formado como un proyecto de los hermanos Clark, que habían tocado juntos en la banda Training for Utopia, influenciada por bandas como Coalesce y Neurosis. Ryan había tocado además en una banda de Hardcore llamada Focal Point, con quienes lanzó un álbum cuando era un adolescente.
Demon Hunter apareció por primera vez en un álbum recopilatorio lanzado en 2002 llamado This is Solid State, Vol. 3 con su primera canción, «Through the Black».[cita requerida] Su álbum debut homónimo salió a la venta en octubre de 2002 a través de Tooth and Nail Records, una filial de Solid State Records.[cita requerida] Ryan y Don escribieron todas las canciones y grabaron la mayoría de los instrumentos —cuando aún Ryan cantaba en Training For Utopia— excepto la batería, que fue interpretada por Jesse Sprinkle.[cita requerida]
En un principio, los miembros de la banda decidieron ocultar sus identidades y fotos a la prensa.[cita requerida] Sus nombres fueron revelados cuando se llevó a cabo su primera gira, junto con Extol y The Agony Scene. Tras ello, Jesse Sprinkle se integró de forma permanente en el grupo como batería, Jon Dunn como bajista y Kris McCaddon (ex Embodyment) como guitarrista líder.

### Summer of Darkness/The Triptych (2004-2006)
Su segundo álbum de estudio, Summer of Darkness salió a la venta el 4 de mayo de 2004 y fue un rotundo éxito, proporcionando a la banda popularidad dentro de la escena comercial.[cita requerida] Su vídeo musical «Not Ready to Die» apareció en Headbanger's Ball de MTV2 y Fuse TV, además del sencillo «My Heartstrings Come Undone», que fue incluido en la banda sonora de la película Resident Evil: Apocalypse. El álbum cuenta con la colaboración de cantantes invitados como Mike Williams (The Agony Scene) en la canción «Beheaded», Brock Lindow (36 Crazyfists) en «Beauty Through The Eyes Of A Predator», Howard Jones (Killswitch Engage) en «Our Faces Fall Apart» y Trevor McNevan (Thousand Foot Krutch) en «Coffin Builder».
Demon Hunter realizó varias giras con un nuevo baterista, Tim «Yogi» Watts, ya que Jesse Sprinkle no pudo acompañarlos.[cita requerida] Esta vez participó junto a Dead Poetic y Haste the Day, aunque esta última banda tuvo que ser sustituida al final de la gira por Staple.[cita requerida]
En 2005, Demon Hunter regresó a los estudios The Compound en Seattle, Washington para grabar su tercer álbum, titulado The Triptych. La palabra «triptych» se centra en el concepto del número «tres», además de ser el tercer álbum de la banda. El álbum incluye una versión de la canción de Prong, «Snap Your Fingers, Snap Your Neck». El álbum contó con la participación de Watts como reemplazo permanente del baterista Jesse Sprinkle —ya que este se había unido a la banda Dead Poetic— así como de Ethan Luck (The O.C. Supertones y The Dingees) como guitarrista líder, reemplazando a Kris McCaddon. El éxito de The Triptych fue aún más grande que el de Summer of Darkness, vendiendo en una semana más del doble de álbumes en comparación con el álbum anterior.[cita requerida] «Undying» fue el primer sencillo de este álbum, del que además se lanzó un vídeo dirigido por Chris Sims (As I Lay Dying, Lamb of God, Zao).
La gira del año 2006 comenzó en verano al lado de bandas como Zao, Becoming the Archetype, August Burns Red y Spoken. El grupo lanzó un video de la canción «One Thousand Apologies» con el director Darren Doane una vez terminada la gira. The Triptych fue relanzado el 31 de octubre de 2006 junto con un DVD y cuatro canciones más.
La revista especializada en hard rock y heavy metal Revolver publicó una historia sobre el metal cristiano en diciembre de 2006 y contó con la participación de varios artistas que la revista clasificó como «The Holy Alliance» («La Santa Alianza»): Spencer Chamberlain (Underoath), Ryan Clark de Demon Hunter, Tim Lambesis (As I Lay Dying) y Cory Brandan Putman (Norma Jean).
Demon Hunter entró nuevamente a los estudios en junio de 2007 para grabar su cuarto álbum, Storm the Gates of Hell, que fue lanzado el 6 de noviembre de 2007. Solid State Records lanzó tres versiones diferentes del álbum con varios bonus. «Fading Away» fue el primer sencillo que contó además con un vídeo. A pesar de la popularidad secular de la banda, esta continuó apoyando la escena underground del metal cristiano, apareciendo en programas de radio cristianos como «The Full Armor of God Broadcast» en enero de 2008. El 13 de marzo de 2008, «Carry Me Down» debutó en el sitio web de Headbanger's Ball con su respectivo videoclip.

### Stronger Than Hell Tour (2008–2009)
En 2008 la banda encabezó la gira «Stronger Than Hell», que inició el 26 de mayo en Seattle, Washington. La gira contaba con los recién reintegrados «padres del metal cristiano», Living Sacrifice y su vocalista Bruce Fitzhugh, que fue invitado a cantar en la canción «Sixteen». También participaron Oh, Sleeper, The Famine y Advent. La gira finalizó el 5 de julio de 2008 en el Cornerstone Festival en Illinois.
Demon Hunter lanzó «45 Days» en noviembre, un box set que incluye 2 DVD y un CD con un documental acerca de la banda y sus fanes, la preproducción del «Stronger Than Hell» y dos canciones extra.
El 27 de enero de 2009 lanzó un álbum en vivo titulado Live in Nashville. Incluye 14 canciones tocadas en su concierto en Nashville, Tennessee perteneciente a la gira de «Stronger Than Hell». El álbum cuenta con la participación del guitarrista Patrick Judge, que se unió a la banda reemplazando a Luck en varias ocasiones debido a los problemas de este último a la hora de programar sus comprimisos con Demon Hunter y su otra banda, Relient K.
Judge también se integró a Bleeding Through reemplazando a Brian Leppke cuando este se encontraba ocupado para tocar con ellos en la gira «Thrash and Burn» de mayo.
Después de finalizar las giras de «Stronger Than Hell», la banda comenzó a trabajar para su primer «Huntour». La gira, de tres noches de duración, contó con bandas como Heiress, 7 Horns 7 Eyes, Throwdown, Living Sacrifice, The Crucified, The Great Commission, Focused o Faith Snakes.
El 12 de agosto de 2009 durante un concierto en Seattle,Demon Hunter anunció que Don Clark dejaba la banda para continuar con su carrera como diseñador gráfico y para estar más tiempo con su familia. También anunció que regresaría a los estudios en octubre para lanzar su siguiente álbum. Además, Ethan dejó la banda por no poder «mantener el ritmo» debido a sus compromisos tanto con Demon Hunter como con Relient K.
El 28 de agosto, Demon Hunter lanzó un comunicado afirmando que Patrick Judge sería el sustituto permanente de Ethan, aunque dicho comunicado no mencionó que Randy Torres se había unido a la banda, algo que fue mostrado en una fotografía donde aparece él con los demás integrantes.

### The World Is a Thorn (2010)
A finales de agosto de 2009, Ryan Clark subió a su página oficial información acerca de su nuevo álbum. En ella comentó:
«En este punto, diría que alrededor del 90% de la música ha sido escrita y probablemente un 40% de las letras y melodías han sido compuestas. Como un cliché, si se puede decir así, el álbum será más pesado, más rápido y más agresivo que el álbum anterior (aunque también incluirá 2 o 3 baladas para que posea un buen balance). Como siempre, que estamos haciendo todo lo posible para mantener el sonido clásico de DH, todo esto mientras introducimos algunas ideas nuevas y emocionantes para mantener las cosas igual de emocionantes.»
La banda comenzó a trabajar con el productor Aaron Sprinkle (The Almost, Anberlin), y el técnico de mezclas Jason Suecof (August Burns Red, Job For A Cowboy) para las grabaciones de su nuevo álbum.
El 16 de diciembre de 2009, se anunció el reemplazo oficial de Don Clark a cargo de la guitarra rítmica, Ryan Helm.
La banda lanzó The World Is a Thorn el 9 de marzo de 2010. Este álbum cuenta con la participación de los vocalistas invitados Dave Peters (Throwdown) en la canción «Feel As Though You Could», Christian Älvestam (Miseration, ex Scar Symmetry) en «Just Breathe" y Björn «Speed» Strid (Soilwork) en el sencillo «Collapsing».
El álbum debutó en el puesto número 39 de la lista Billboard 200, vendiendo 14 000 copias durante la primera semana.
El grupo se unió a la gira de As I Lay Dying en marzo, siendo la primera vez en que participaba como telonero en vez de ser el artista principal, algo poco usual en una banda como Demon Hunter.
Demon Hunter encabezará la gira de The World Is a Thorn Tour en agosto, al lado de Sleeping Giant, Inhale Exhale y A Bullet For Pretty Boy.

## Integrantes

### Actuales
- Ryan Clark - voz principal, guitarra (2000-presente)
- Jon Dunn - bajo (2000-presente)
- Timothy «Yogi» Watts - batería (2004-presente)
- Patrick Judge - guitarra líder, voz (2009-presente)
- Jeremiah Scott - guitarra rítmica (2012-presente)

### Pasados
- Jesse Sprinkle - batería (2000-2004)
- Kris McCaddon - guitarra (2000-2005)
- Don Clark - guitarra líder y rítmica (2000-2009)
- Ethan Luck - guitarra líder y rítmica, segunda voz (2005-2009)
- Ryan Helm - guitarra rítmica (2009-2011)

### En vivo
- Randy Torres - guitarra líder y rítmica (2009)
- Patrick Judge - guitarra líder y rítmica (2008)

Cronología

## Discografía

### Álbumes de estudio
- Demon Hunter (2002) - Solid State Records
- Summer of Darkness (2004) - Solid State Records
- The Triptych (2005) - Solid State Records
- Storm the Gates of Hell (2007) - Solid State Records
- The World Is a Thorn (2010) - Tooth & Nail
- True Defiance (2012) - Tooth & Nail
- Extremist (2014) - Solid State Records
- Outlive (2017) Solid State Records
- War (2019) Solid State Records
- Peace (2019) Solid State Records

### Álbumes en vivo
- 45 Days (2008) - Solid State Records
- Live in Nashville (2009) - Solid State Records

### Sencillos (con videos musicales)
- «Infected", Demon Hunter (2002)
- «Not Ready to Die», Summer of Darkness (2004)
- «Undying», The Triptych (2005)
- «One Thousand Apologies», The Triptych (2006)
- «Fading Away», Storm the Gates of Hell (2007)
- «Carry Me Down», Storm the Gates of Hell (2007)
- «Collapsing», The World Is a Thorn (2010)
- «Lifewar», The World Is a Thorn (2010)
- «My destiny», True Defiance (2012)
- «I Will Fail You», Extremist (2014)
- «Death», Extremist (2015)
- «Last One Alive», Extremist (2015)
- «Died In My Sleep», Outlive (2017)
- «More Than Bones», Peace (2019)
- «On My Side», War (2019)
- «Cut to Fit», War (2019)
- «Lesser Gods»,War(2019)